# Навколо шахів
«Навколо шахів» — український радянський ляльковий мультфільм 1990 року Творчого об'єднання художньої мультиплікації студії «Київнаукфільм».

## Сюжет
Сатиричний мультфільм про особливості шахової гри, та її схожість з нашим життям.

## Творча група
- Автори сценарію: Борис Крижанівський, Тадеуш Павленко
- Кінорежисер: Тадеуш Павленко
- Художник-постановник: Г. Лапа
- Композитор Александр Осадчий
- Кінооператори: Александр Костюченко, Анатолій Гаврилов
- Звукооператор: Ігор Погон
- Художники-мультиплікатори: К. Баранов, Михайло Титов, Н. Зурабова
- Асистенти: Н. Северіна, М. Базилівська, О. Малова, Г. Лукшина, Л. Слюсаренко
- Режисер монтажу: Юна Срібницька
- Редактор: Євген Назаренко
- Директори знімальної групи: М. Гладкова, Іван Мазепа

## Дивись також
- Фільмографія ТО художньої мультиплікації студії «Київнаукфільм»